# Robotivka, Kremenciuk
Robotivka (în ucraineană Роботівка) este un sat în comuna Prîșîb din raionul Kremenciuk, regiunea Poltava, Ucraina.

## Demografie
Componența lingvistică a localității Robotivka
     Ucraineană (97,5%)
     Rusă (2,5%)
Conform recensământului din 2001, majoritatea populației localității Robotivka era vorbitoare de ucraineană (97,5%), existând în minoritate și vorbitori de rusă (2,5%).